# Drégelypalánk

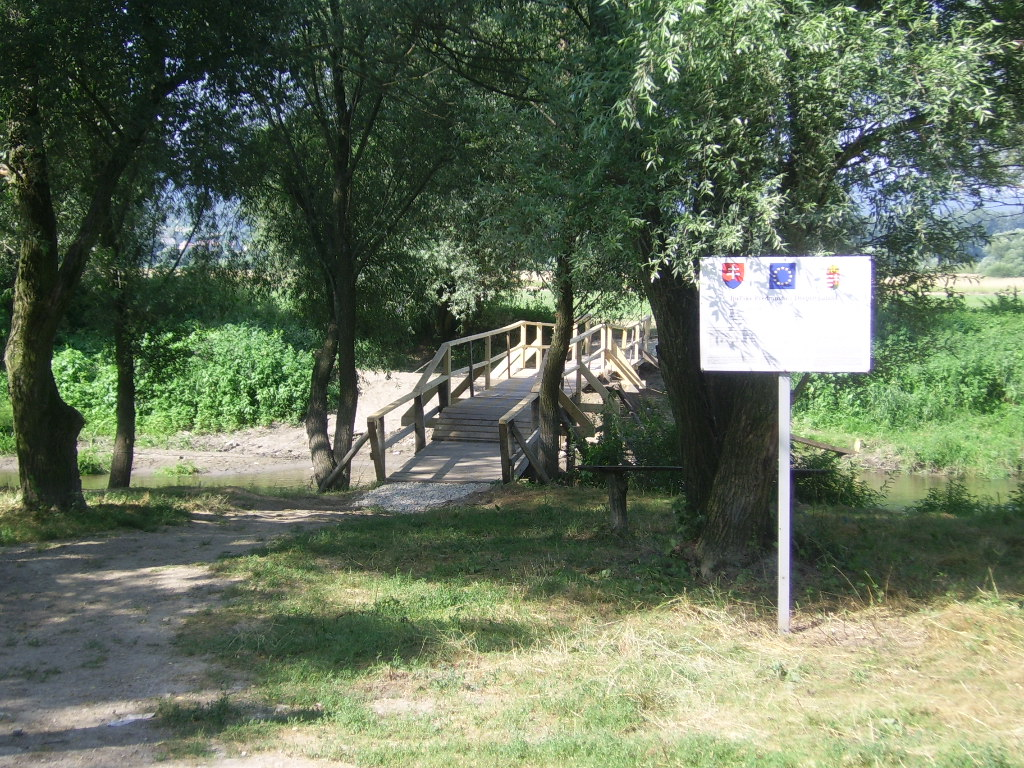
Můstek spojující Ipeľské Predmostie (přes řeku Ipeľ) s Dégelypalánkem

Drégelypalánk (slovensky Dregel-Palanka nebo Dregel-Polianka či Drégelská Palánka) je obec v Maďarsku v Novohradské župě v Balážskoďarmotském okrese. Obec se nachází na levém břehu řeky Ipeľ, který je zde hraniční řekou. Na druhé straně Ipľu je slovenská obec Ipeľské Predmostie.
Nad vesnicí se tyčí hrad Drégely, významný památník tureckých válek. V roce 1552 byl dobyt tureckou armádou o počtu asi 10 000 mužů, přičemž se jim ho podařilo dobýt až po třech dnech masivního obléhání. Obránců v čele s Jurajem Szondym bylo 50-100 a hrad odmítli vydat, bojovali až do konce. Hrdinský odpor malého počtu obránců proti obrovské přesile vzbudil obdiv nejen po celém Uhersku, ale i mezi Turky.

## Název obce
Starší názvy obce jsou: Drégel(y)-Palánk, Dregelpalank .
Obec vznikla spojením sídel:
- Drégely (starší: Dregely, Dregél, Dregel, Deregel; německy Driegel, Dregel) a
- Palánk (starší: Palank; německy Palank)

Slovenské názvy těchto sídel jsou:
- Dregeľ, Drégeľ
- Palánka, Palanka, Palánk, Polánka